# Gauntlet: Dark Legacy
 (novembre 2018).
Si vous disposez d'ouvrages ou d'articles de référence ou si vous connaissez des sites web de qualité traitant du thème abordé ici, merci de compléter l'article en donnant les références utiles à sa vérifiabilité et en les liant à la section « Notes et références ».
Gauntlet Dark Legacy est un jeu sorti en 2000 sur arcade, en 2001 sur PlayStation 2 et en 2002 sur Game Boy Advance, GameCube et Xbox. C'est une extension du jeu Gauntlet Legends, sorti en 1998 et est comme ses prédécesseurs, un hack and slash se déroulant dans un univers fantasy.
L'extension ajoute quatre nouvelles classes de personnages : le nain, le chevalier, le farceur, et la sorcière, et cinq nouveaux niveaux (version originale du jeu) : "the Dream World", "Sky Dominion", "Ice Domain", "Forsaken Province", et "The Battlegrounds".
Il ajoute également un grand nombre de personnages secrets, dont certains peuvent être débloqués dans le jeu, d'autres ne sont accessibles que par la saisie de code de triches.